# هوغو ميخيا
هوغو ميخيا هو لاعب كرة قدم إكوادوري في مركز حراسة المرمى، ولد في 25 نوفمبر 1931 في مقاطعة إل أورو في الإكوادور، وتوفي في 2 أبريل 2010. لعب مع ديبورتيفو إفريست.